# Эльверум (гандбольный клуб)
«Эльверум Гандбол» (норв. Elverum Håndball) — норвежский гандбольный клуб из города Эльверум.

## История
В настоящее время «Эльверум Гандбол»  выступает в Grundigligaen  — норвежской Высшей лиге гандбола. Клуб был основан в 1946 году на учредительном собрании из 26 человек. «Эльверум Гандбол» стал правопреемником клуба Elverum Idrettslag, существовавшего с 1892 года. «Эльверум» многократно играл  в финалах Кубка Норвегии, победив в 2010 году. В чемпионате страны команда семь раз занимала высшую ступень пьедестала. Однажды гандболисты из Эльверума вылетали из элитного дивизиона, но вскоре вернулись.
Выступает на стадионе Terningen Arena, вмещающем 2500 зрителей.

## Известные игроки
- Тамаш Иванчик
- Ингимундур Ингимундарсон
- Ханнес Йон Йонссон
- Люк Абало
- Арнульф Бек
- Магнус Андерсен
- Кристиан Берг
- Эрик Торстейнсен Тофт
- Стиан Тённесен
- Штеффен Штегавик
- Анатолій Крет

## Достижения
- Чемпионат Норвегии (6)
  - 2012/13, 2016/17, 2017/18, 2019/20, 2020/21, 2021/22.
- Кубок Норвегии (5) : 
  - 2009/10, 2018, 2019, 2020, 2021